# Південний рух (Ємен)
Південний рух (араб. الحراك الجنوبي, кириліз.: аль-Хірак аль-Джанубій, латиніз. al-Ḥirāk al-Janūbiyy), також відомий, як аль-Хірак (Рух) — сепаратистський рух та парамілітарна організація на півдні Ємену, створена у 2017 році під час громадянської війни в Ємені. Південний рух закликав до відділення південного Ємену від країни, і повернення у вигляді котрому був до 1990 року.